# Abborrtjärnen (Överhogdals socken, Härjedalen)
Abborrtjärnen är en sjö i Härjedalens kommun i Härjedalen och ingår i Ljusnans huvudavrinningsområde. Sjön har en area på 0,234 kvadratkilometer och ligger 485,2 meter över havet.

## Delavrinningsområde
Abborrtjärnen ingår i det delavrinningsområde (690862-144195) som SMHI kallar för Utloppet av Abborrtjärnen. Medelhöjden är 516 meter över havet och ytan är 1,47 kvadratkilometer. Det finns inga avrinningsområden uppströms utan avrinningsområdet är högsta punkten. Vattendraget som avvattnar avrinningsområdet har biflödesordning 4, vilket innebär att vattnet flödar genom totalt 4 vattendrag innan det når havet efter 232 kilometer. Avrinningsområdet består mestadels av skog (84 procent). Avrinningsområdet har 0,23 kvadratkilometer vattenytor vilket ger det en sjöprocent på 16 procent.